# Christian Kramp

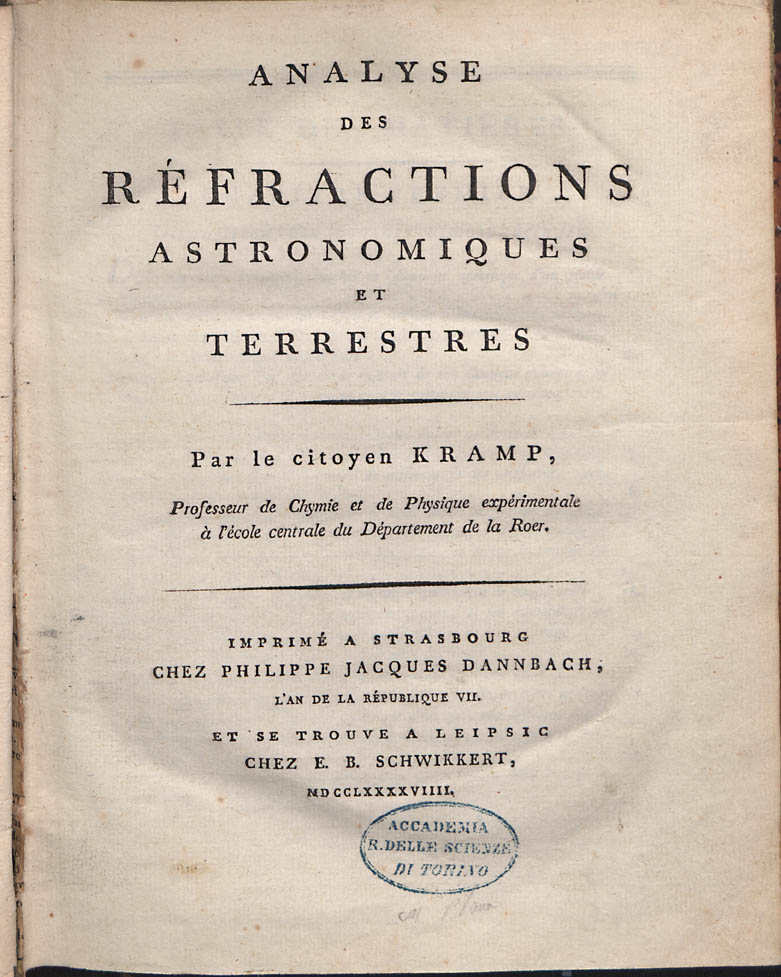
Analyse des réfractions astronomiques et terrestres, 1799

Christian Kramp (8 tháng 7 năm 1760 – 13 tháng 5 năm 1826) là một nhà toán học người Pháp làm việc chủ yếu với các số giai thừa.
Cha của Christian Kramp là thầy của ông ở trường ngữ pháp Strasbourg. Kramp tốt nghiệp ngành y học. Tuy nhiên, ông ta lại quan tâm đến những lĩnh vực ngoài ngành y. Ngoài một số tác phẩm về y học, ông ta đã xuất bản một tác phẩm về tinh thể học vào 1793. Vào 1795 nước Pháp sáp nhập khu vực Rhineland nơi mà Kramp đang làm việc và sau đó ông ta trở thành một giảng viên ở Köln (thành phố này từng là của Pháp từ 1794 tới 1815), dạy toán, hóa và vật lý.
Kramp được bổ nhiệm là giáo sư toán ở Strasbourg, ngôi làng nơi ông sinh ra vào 1809. Ông ta được bầu vào hàn lâm viện Pháp trong lĩnh vực hình học vào năm 1817. Cũng như Bessel, Legendre và Gauss đã từng làm, Kramp làm việc về hàm giai thừa với các số không phải là số nguyên. Công việc của ông ta về các số giai thừa thì độc lập với của James Stirling và Vandermonde. Ông ta là người đầu tiên dùng ký hiệu n!